# Pavillon Keller
Pour les articles homonymes, voir Keller.
Le pavillon Keller est la maison de Charles Albert Keller située à Livet-et-Gavet, dans le département de l'Isère. L'édifice est labellisé Patrimoine en Isère.

## Historique
Le pavillon Keller a été conçu pour accueillir la famille et les employés des industriels Charles Albert Keller et Henri Leleux, après l'installation de leurs ateliers dans la vallée de la Romanche en 1907.
Il a été construit en deux étapes et avec deux matériaux de base différents : la pierre puis le béton. Les architectes ayant conçu cette maison sont Jean Benoit et Marius Jean Bonnat. Le bâtiment principal est construit en 1912, principalement en pierre. Il hébergeait, en plus de son propriétaire qui logeait au dernier étage, le personnel de direction de son entreprise, suivant une répartition hiérarchique du plus haut au plus bas des étages et des échelons de la société Keller et Leleux. En 1930, le béton est utilisé pour un agrandissement sur pilotis de béton au-dessus de la Romanche, dans lesquelles Charles Albert Keller installe son "bureau promontoire", dominant ainsi ses ateliers et usines.
Charles Albert Keller décède en 1940, et lègue le pavillon à son fils en même temps que son patrimoine industriel. En 1967, ce dernier quitte Livet puis cède les installations à EDF en 1973. Avec la désindustrialisation progressive de la vallée de la Romanche, l'activité des établissements Keller diminue. Indissociable des activités industrielles de la vallée, la valeur immobilière du pavillon plonge. En 1983, le pavillon est vendu à la société d'éléctrométallurgie Pechiney, puis en 1988 à un charpentier de la région, et enfin en 2004 à Mesut Yasar, un exploitant de kebab grenoblois, pour moins de 200.000 euros. Ce dernier a pour intention de rénover le bâtiment pour en louer les appartements, mais jusqu'en 2013 aucun de ses projets n'aboutit. En 2015, un ambitieux projet de réhabilitation lui est proposé par deux entrepreneurs. La presse est mise au courant et les élus locaux soutiennent le projet. Mais, soupçonnés d'arnaque, les deux entrepreneurs finissent par se retirer brusquement, et le projet est tué dans l'œuf. Depuis 2020, le pavillon est entre les mains d'un mandataire judiciaire. En janvier 2024, le pavillon est en vente.

## Description architecturale

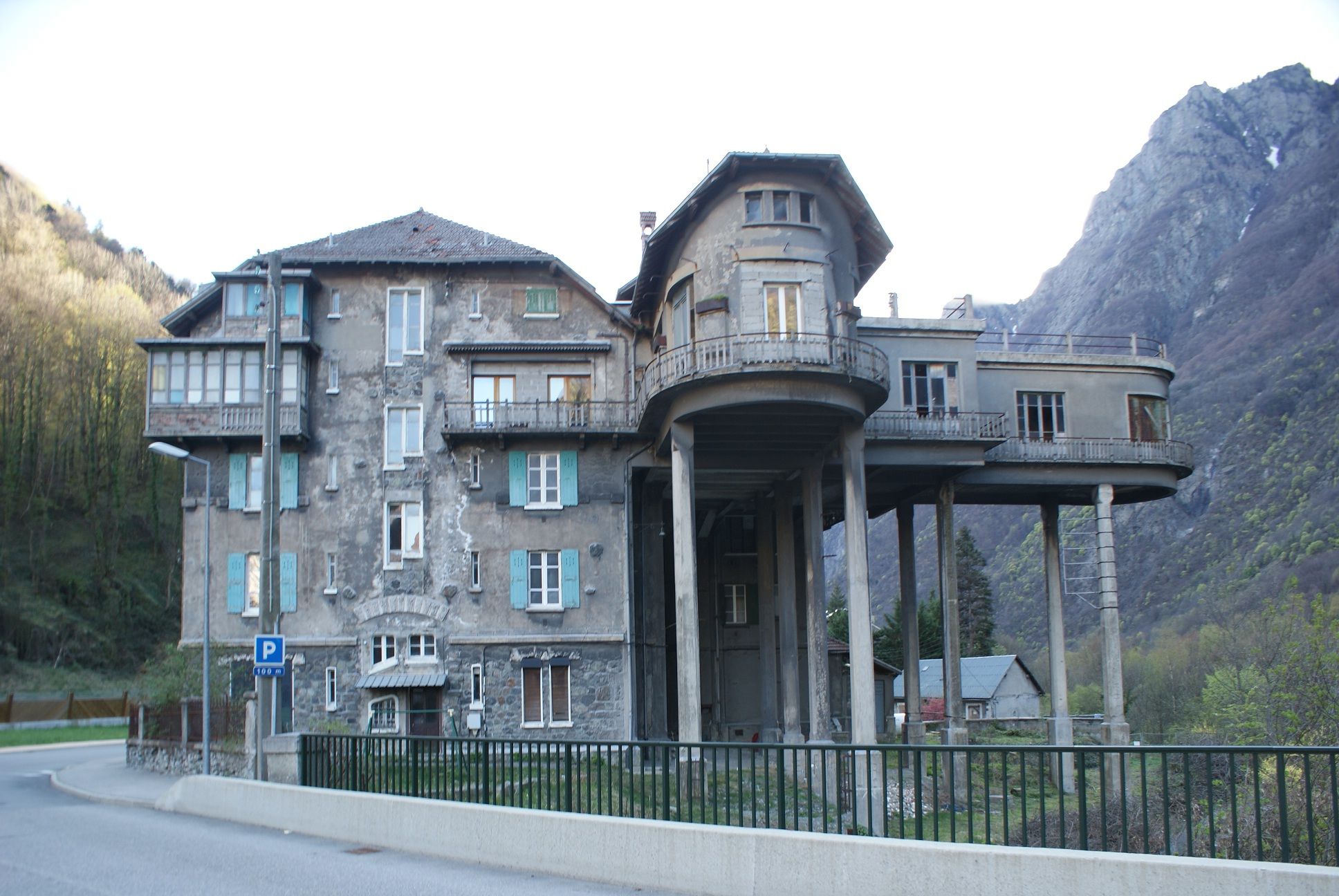
Pavillon Keller et Leleux.

Au total, le pavillon possède une surface de 1 740 m2 de plancher.

## Culture populaire
La maison a servi de lieu de tournage pour le film Les Rivières Pourpres de Mathieu Kassovitz,.
Cette maison joue également un rôle important dans le roman thriller d'Alessandro Perissinotto Une petite histoire sordide (titre original Una piccola storia ignobile).
Le 15 octobre 2021, un reportage paranormal sur le Pavillon Keller est diffusé sur Youtube, sur la chaîne "JRM Paranormal".
En 2021, le Pavillon Keller sert de nouveau de lieu de tournage pour le film Loin du périph, avec Laurent Lafitte et Omar Sy. La maison apparaît également dans le film "Spectre : Sanity, Madness & The Family", réalisé par Para One.

## Période contemporaine
Aujourd'hui, le pavillon est dans un état de quasi-abandon et attend des investissements pour être rénové.